# Dave Smith (calciatore 1943)
David Bruce Smith, meglio conosciuto come Dave Smith (Aberdeen, 14 novembre 1943), è un allenatore di calcio ed ex calciatore scozzese, di ruolo centrocampista.

## Biografia
Nato ad Aberdeen, Smith aveva tre fratelli, due dei quali giocarono anch'essi a calcio: Hugh, che giocò nel Forfar Athletic e Doug, che militò nel Dundee Utd e Dallas Tornado.

## Carriera

### Calciatore

#### Club
Smith si forma nell'Aberdeen Lads per poi venire ingaggiato dall'Aberdeen nel 1961. Milita con i Dons nella massima serie scozzese sino al 1966, ottenendo come miglior piazzamento il sesto posto nella stagione 1962-1963.
Nella stagione 1966-1967 passa ai Rangers, con cui giungerà al secondo posto nel torneo: nello stesso anno gioca nella finale della Coppa delle Coppe 1966-1967, persa contro i tedeschi del Bayern Monaco.
Con i Rangers, Smith otterrà altri quattro secondi posti in campionato. Vince con i suoi la Scottish League Cup 1970-1971 e la Scottish Cup 1972-1973. Con i Rangers Smith si aggiudicò anche la Coppa delle Coppe 1971-1972, giocando nella vittoriosa finale contro i sovietici della Dinamo Mosca: la vittoria fu però macchiata dalle intemperanze dei tifosi scozzesi che obbligarono a tenere la premiazione all'interno degli spogliatoi. Nello stesso anno si aggiudica il titolo di miglior calciatore dell'anno della massima serie scozzese.
Il 2 gennaio 1972, Smith era in campo nel derby contro il Celtic durante il secondo disastro dell'Ibrox, in cui morirono 66 tifosi dei Rangers.
Nel 1974 passa all'Arbroath, società con cui retrocede in cadetteria al termine della Scottish Division One 1974-1975.
Nel 1975 si trasferisce in Sudafrica per giocare nell'Arcadia Shepherds. L'anno seguente è la volta degli Stati Uniti, dove viene ingaggiato dai Seattle Sounders, impegnati nella North American Soccer League 1976: Smith lascerà nel corso della stagione i Sounders per accasarsi al L.A. Aztecs, con cui giungerà a disputare i turni di spareggio del torneo, persi contro i Dallas Tornado.
Terminata l'esperienza americana, torna in patria per divenire l'allenatore-giocatore del Berwick Rangers, club di terza serie. Con i Rangers vinse la Scottish Second Division 1978-1979, ottenendo la promozione in cadetteria.
Nel 1981 gioca dapprima al Meadowbank Thistle e poi all'Hamilton Academical, successivamente diventa l'allenatore-giocatore dell'Huntly.

#### Nazionale
Ha giocato due incontri amichevoli con la nazionale scozzese.

##### Cronologia presenze e reti in nazionale
| Cronologia completa delle presenze e delle reti in nazionale ― Scozia | Cronologia completa delle presenze e delle reti in nazionale ― Scozia | Cronologia completa delle presenze e delle reti in nazionale ― Scozia | Cronologia completa delle presenze e delle reti in nazionale ― Scozia | Cronologia completa delle presenze e delle reti in nazionale ― Scozia | Cronologia completa delle presenze e delle reti in nazionale ― Scozia | Cronologia completa delle presenze e delle reti in nazionale ― Scozia | Cronologia completa delle presenze e delle reti in nazionale ― Scozia |
| Data                                                                  | Città                                                                 | In casa                                                               | Risultato                                                             | Ospiti                                                                | Competizione                                                          | Reti                                                                  | Note                                                                  |
| --------------------------------------------------------------------- | --------------------------------------------------------------------- | --------------------------------------------------------------------- | --------------------------------------------------------------------- | --------------------------------------------------------------------- | --------------------------------------------------------------------- | --------------------------------------------------------------------- | --------------------------------------------------------------------- |
| 11-5-1966                                                             | Glasgow                                                               | Scozia                                                                | 0 – 3                                                                 | Paesi Bassi                                                           | Amichevole                                                            | -                                                                     |                                                                       |
| 30-5-1968                                                             | Amsterdam                                                             | Paesi Bassi                                                           | 0 – 0                                                                 | Scozia                                                                | Amichevole                                                            | -                                                                     |                                                                       |
| Totale                                                                |                                                                       | Presenze                                                              | 2                                                                     |                                                                       | Reti                                                                  | 0                                                                     |                                                                       |

### Allenatore
Dopo l'esperienze da allenatore-giocatore del Berwick Rangers e poi dell'Huntly, Smith venne ingaggiato nella stagione 1982-83 come allenatore del Peterhead.

## Palmarès

### Competizioni nazionali
- Scottish League Cup: 1

Rangers: 1970-1971
- Coppa di Scozia: 1

Rangers: 1972-1973
- Scottish Second Division: 1

Berwick Rangers: 1978-1979

### Competizioni internazionali
- Coppa delle Coppe: 1

Rangers: 1971-1972